# 車之町西
車之町西（くるまのちょうにし）は、大阪府堺市堺区にある地名。2024年現在の行政地名は車之町西一丁から車之町西三丁。住居表示は実施済。

## 地理
堺区の中央部に位置する。南東は車之町東、南西は櫛屋町西、北西は神南辺町・戎島町、北東は材木町西に接する。南東から順に一丁から三丁がある。

### 河川
- 内川
  - 戎島橋

## 歴史

### 地名の由来
「車之町」の地名は、能学者の車屋道悦が当地付近に住んでいたことに由来する。

### 沿革
はじめ1 - 2丁、1959年（昭和34年）から1 - 3丁がある。
- 1872年（明治5年）、車之町中浜・車之町浜より、車之町西成立。堺町のうち。
- 1879年（明治12年）、郡区町村編成法施行により、堺区の所属となる。
- 1889年（明治22年）、市制施行により、堺市の所属となる。
- 1959年（昭和34年）、車之町・櫛屋町・櫛屋町西1 - 2丁の各一部を編入。
- 2006年（平成18年）、堺市が政令指定都市に移行し、行政区を設置。車之町西は堺区の所属となる。

## 世帯数と人口
2024年（令和6年）9月30日現在の世帯数と人口は以下の通りである。
| 丁           | 世帯数  | 人口  |
| ------------ | ------- | ----- |
| 車之町西一丁 | 83世帯  | 156人 |
| 車之町西二丁 | 80世帯  | 127人 |
| 車之町西三丁 | 66世帯  | 90人  |
| 計           | 229世帯 | 373人 |

### 人口の変遷
国勢調査による人口の推移。
| 1995年（平成7年）  | 393人 | [ 7 ]  |  |
| 2000年（平成12年） | 326人 | [ 8 ]  |  |
| 2005年（平成17年） | 322人 | [ 9 ]  |  |
| 2010年（平成22年） | 332人 | [ 10 ] |  |
| 2015年（平成27年） | 344人 | [ 11 ] |  |
| 2020年（令和2年）  | 377人 | [ 12 ] |  |

### 世帯数の変遷
国勢調査による世帯数の推移。
| 1995年（平成7年）  | 186世帯 | [ 7 ]  |  |
| 2000年（平成12年） | 155世帯 | [ 8 ]  |  |
| 2005年（平成17年） | 144世帯 | [ 9 ]  |  |
| 2010年（平成22年） | 172世帯 | [ 10 ] |  |
| 2015年（平成27年） | 179世帯 | [ 11 ] |  |
| 2020年（令和2年）  | 216世帯 | [ 12 ] |  |

## 学区
市立小・中学校に通う場合、学区は以下の通りとなる。
| 丁           | 番   | 小学校           | 中学校           |
| ------------ | ---- | ---------------- | ---------------- |
| 車之町西一丁 | 全域 | 堺市立錦西小学校 | 堺市立月州中学校 |
| 車之町西二丁 | 全域 | 堺市立錦西小学校 | 堺市立月州中学校 |
| 車之町西三丁 | 全域 | 堺市立錦西小学校 | 堺市立月州中学校 |

## 事業所
2021年（令和3年）現在の経済センサス調査による事業所数と従業員数は以下の通りである。
| 丁           | 事業所数 | 従業員数 |
| ------------ | -------- | -------- |
| 車之町西一丁 | 17事業所 | 112人    |
| 車之町西二丁 | 20事業所 | 270人    |
| 車之町西三丁 | 5事業所  | 31人     |
| 計           | 42事業所 | 413人    |

## 交通

### バス
- 南海バス[15]
  - 16・16C・61・81・84系統：花田口

### 道路
- 大道筋（堺市道大道筋）
- 堺大和路線（大阪府道12号堺大和高田線）

## 郵便
- 郵便番号：590-0940[3]（集配局：堺郵便局[16]）。